# Tamaricella adspersa
Tamaricella adspersa är en insektsart som först beskrevs av Haupt 1927.  Tamaricella adspersa ingår i släktet Tamaricella och familjen dvärgstritar. Inga underarter finns listade i Catalogue of Life.